# Axel Nygren (båtkonstruktör)
Axel Hugo Nygren, född 16 oktober 1865 i Karlstad, död 20 oktober 1935 i Djursholm, Danderyds församling, var en svensk civilingenjör och båtkonstruktör.
Axel Nygren utbildade sig på Chalmers tekniska högskola i Göteborg. Därefter arbetade han på Marinförvaltningen.
Han konstruerade segelbåten Allona som byggdes 1899 på Stockholms Båtbyggeri i Liljeholmen (senare Neglingevarvet i Saltsjöbaden) åt sin svärfar Wilhelm Bünsow (1854–1935). L ö a, var 26 meter, lvl , 19 meter, bredd 5,20 meter, djupgående 3,70 meter. Segelarean 375 m2 .  Allona var från början gaffelriggad, med riggades om till bermudarigg någon gång på 1920-talet.
Han ritade kappseglingsbåtar, till exempel Sass, Sassa och Sassan för Gustaf Cedergren 1912–1914. Sass kom fyra i 6-metersklassen i de olympiska seglingarna i Nynäshamn i juli 1912. Sassa är fortfarande under segel, liksom den 20 meter långa Galatea, byggd hos Plyms på Liljeholmen 1898–1899. 
Han ritade också skolfartyget Abraham Rydberg och skärgårdskryssaren Gandul. Axel Nygren är begravd på Västra kyrkogården i Karlstad.